# Municipio de Ringgold
El municipio de Ringgold (en inglés: Ringgold Township) es un municipio ubicado en el condado de Jefferson en el estado estadounidense de Pensilvania. En el año 2000 tenía una población de 764 habitantes y una densidad poblacional de 15.4 personas por km².

## Geografía
El municipio de Ringgold se encuentra ubicado en las coordenadas 41°00′05″N 79°09′44″O / 41.00139, -79.16222., se encuentra en el suroeste del condado de Jefferson y limita al oeste por el condado de Armstrong. Según la Oficina del Censo de los Estados Unidos, el municipio de Ringgold tiene una superficie total de 19.3 millas cuadradas (49.9 km²), de las cuales 19.2 millas cuadradas (49.6 km²) son tierra y 0.1 millas cuadradas (0.3 km²), o 0.68%, son agua.

## Demografía
Según la Oficina del Censo en 2000 los ingresos medios por hogar en la localidad eran de $32,292 y los ingresos medios por familia eran de $34,706. Los hombres tenían unos ingresos medios de $28,672 frente a los $22,386 para las mujeres. La renta per cápita de la localidad era de $14,669. Alrededor del 8,4% de la población estaba por debajo del umbral de pobreza.